# Reiko Yoshida
Reiko Yoshida (吉田 玲子?, Yoshida Reiko; Prefettura di Hiroshima, 1967) è una sceneggiatrice e autrice di fumetti giapponese, principalmente nota in quanto autrice di Tokyo Mew Mew, insieme a Mia Ikumi.

## Opere

### Serie televisive
- Angelic Layer - sceneggiatura (eps 6,12,20-21)
- Aria - The Animation - sceneggiatura
- Aria - The Natural - sceneggiatura
- Shinigami no Ballad - composizione della serie, sceneggiatura (ep 1-6)
- Blood+ - sceneggiatura (ep 8, 14, 22, 25, 31, 35,43,47)
- Bomberman Jetters - sceneggiatura (ep 17,18,23,27,31,34,&35)
- Hana Yori Dango - sceneggiatura
- Canvas2 ~Niji-iro no Sketch~ - composizione della serie, sceneggiatura (ep 1)
- D.Gray-man - composizione della serie, sceneggiatura
- Deltora Quest - sceneggiatura
- Digi-girl Pop! - sceneggiatura, Series Planning
- Digimon Adventure 02 - Scenario
- Emma - A Victorian Romance - sceneggiatura (ep 6)
- Gad Guard - sceneggiatura
- Genshiken - sceneggiatura (Ep 2)
- Get Backers - sceneggiatura
- Girls und Panzer - sceneggiatura
- Ghost Hunt - sceneggiatura
- Jing: King of Bandits - composizione della serie, sceneggiatura
- Jokamachi no Dandelion - composizione della serie, sceneggiatura (6 episodi)
- Jū ō sei - composizione della serie, sceneggiatura
- K-On! - sceneggiatura
- Kabutomushi Ouji Mushiking - Mori no Tame no Densetsu - composizione della serie
- Kaikan Phrase - composizione della serie, sceneggiatura
- Kaleido Star - composizione della serie, sceneggiatura
- Kamisama Kazoku - sceneggiatura
- Kasumin - sceneggiatura
- Kin'iro no Corda - composizione della serie
- Kobato. - sceneggiatura
- Major - sceneggiatura
- Maria-sama ga Miteru - composizione della serie, sceneggiatura (eps 1-3, 7, 8, 10, 11),
- Maria-sama ga Miteru ~Haru~ - sceneggiatura (eps 5, 7, 8, 12, 13)
- Mizuiro Jidai - sceneggiatura
- Mushi-Uta - composizione della serie
- Ojamajo Doremi series - sceneggiatura
- Peach Girl - sceneggiatura
- PoPoLoCrois - composizione della serie, sceneggiatura (eps 1-3,6,12,13,16,21,23,26)
- REC - composizione della serie, sceneggiatura
- Romeo × Juliet - composizione della serie, storia originale
- Saint Seiya Ω - sceneggiatrice
- Saiunkoku Monogatari - composizione della serie, sceneggiatura (ep 4,5)
- School Rumble - sceneggiatura
- Scrapped Princess - composizione della serie, sceneggiatura (eps 1,3,4,14,16,19,22)
- Street Fighter Alpha - sceneggiatura
- Sugar Sugar Rune - composizione della serie, sceneggiatura
- Tokyo Mew Mew - storia originale
- Virtua Fighter - sceneggiatura
- Yume no Crayon Oukoku - sceneggiatura

### OAV
- Kaleido Star: New Wings Extra Stage
- Kaleido Star ~Layla Hamilton Monogatari~
- Kaleido Star: Good dayo! Goood!!
- Kasho no Tsuki
- Maria-sama ga Miteru
- Samurai X: Reflection

### Film
- Dead Dead Demon's Dededededestruction - sceneggiatura
- Digimon Adventure - sceneggiatura
- Digimon: Il Film - sceneggiatura
- Digital Monster X-Evolution - sceneggiatura
- I colori dell'anima - sceneggiatura
- Kimi to, nami ni noretara - sceneggiatura
- La forma della voce - sceneggiatura
- La ricompensa del gatto - sceneggiatura
- Liz to aoi tori - sceneggiatura
- Tales of Vesperia ~The First Strike~ - sceneggiatura